# 镜中人 (2018年电影)
《镜中人》（英語：Look Away，又译《镜中惊魂》）是2018年加拿大的一部心理惊悚电影，由英迪娅·埃斯利、米拉·索维诺、詹森·艾萨克主演。讲述了一个小女孩在镜子中的“自己”帮助下，从经常被同学欺负变得勇敢，甚至开始复仇的故事。

## 劇情
17歲的瑪麗亞·布倫南是一名膽小的高中生,她被同學們排斥,並受到同學馬克的欺負。她唯一的朋友是令人不快的莉莉;她還暗戀著莉莉的男朋友肖恩。在家裡,瑪麗亞在父母面前壓抑自己的情緒:她冷淡的父親丹是一名花心的整形外科醫生,也是一個強迫症的完美主義者,而她的母親艾米則患有抑鬱症和噩夢。
瑪麗亞意外發現了一對雙胞胎的超聲波圖。在浴室裡,她的倒影開始自己移動,嚇得瑪麗亞不知所措。第二天早上,她試圖與父母討論這件事,但他們卻對她不屑一顧。
在夢見自己的出生後,瑪麗亞的倒影開始與她對話,自稱艾倫,並告訴瑪麗亞她可以帶走她的悲傷。艾倫很有魅力,很堅定,也很自信。瑪麗亞問她是誰,艾倫只是說她一直都在這裡。
丹提出要給她一個提前的生日禮物;第二天,當她來到他的辦公室準備收到禮物時,他告訴她,他要做整形手術來修復她的 "缺陷"。瑪麗亞感到心碎,開始在艾倫的陪伴和支持下面對自己內心的感受。艾米感覺到瑪麗亞有些不對勁,但丹卻一再打斷她。
莉莉帶她去滑冰,為即將到來的冬季冰上舞會做準備,但瑪麗亞滑倒後無法站起來,莉莉只是嘲笑她,然後把她扔在冰上。最後,瑪麗亞在舞會上受到馬克的羞辱和人身攻擊。這些事件讓瑪麗亞感到非常沮喪,她走進浴室尋找艾倫。她們的手掌和嘴唇接觸,讓她們互換了位置。艾米做了一個關於生產的噩夢。
在學校裡,艾倫明顯比瑪麗亞更自信,甚至敢於對抗馬克。她安排艾米撞見丈夫的情婦,以迫使她承認丹的外遇和他們表面上的婚姻。困在鏡子裡的瑪麗亞對艾倫的行為感到震驚,但艾倫堅持說,她只是在誠實,並告訴瑪麗亞,他們所有人都必須為自己的罪孽負責。
艾倫把馬克引到淋浴間,折斷了他的膝蓋。在獨自偷偷練習花樣滑冰之後,艾倫又和莉莉上了一堂課,莉莉被艾倫的行為嚇到了。當艾倫在冰上追趕莉莉時,莉莉摔到人行道上,頭骨被壓碎,當場死亡。那天晚上在浴室裡,瑪麗亞瘋狂地乞求換位,但艾倫重申,瑪麗亞希望莉莉離開她們的生活。瑪麗亞再次問她是誰,但艾倫只回答說:"你認識我。" 艾倫勾引了肖恩,兩人開始了激烈的關係。艾倫開始過著更加放蕩的生活,吸食大麻,逃學,喝酒。
當他們一起在汽車旅館時,肖恩接到一個電話,告訴他警察想和他還有瑪麗亞談話。艾倫拒絕去,肖恩開始懷疑。他拿起夾克要離開,艾倫一時衝動和恐懼,用伏特加瓶打了他的頭,把他打死了。她非常難過,靠在浴室的鏡子旁,她和瑪麗亞一起哭泣。
艾米又做了一個關於生孩子的夢。原來瑪麗亞原本有一個雙胞胎妹妹,出生後因為所謂的身體缺陷被丹謀殺,艾米苦苦哀求也無濟於事。艾倫下班後在診所找丹對質,假裝自己喝得酩酊大醉。她脫光衣服,要求知道如果她身體有缺陷,他是否還會愛她。丹顯然被這個問題困擾,最後他回答說:"是的",她用手術刀割破了他的喉嚨。當他奄奄一息時,她哭泣著問:"你為什麼不能愛我?"
艾倫再也看不到瑪麗亞在鏡子裡。艾倫感到害怕和孤獨,回到家裡,爬到母親身邊的床上。一系列鏡像爆發的鏡頭描繪了瑪麗亞和艾倫一起躺在母親身邊的床上,暗示她們已經合二為一。